# Rhodospatha wendlandii
Rhodospatha wendlandii Schott – gatunek wieloletnich, wiecznie zielonych pnączy z rodziny obrazkowatych, pochodzących z obszaru od południowo-wschodniego Meksyku do północnego Peru, zasiedlających wilgotne lasy równikowe.
Liście tego gatunku służą nietoperzom z gatunku Vampyressa pusilla z rodziny liścionosowatych do budowania kryjówek, chroniących je przed upałem i deszczem.